# Козловці (Смоленська область)
Козловці — село в Вяземському районі Смоленської області Росії. Входить до складу Єрмолінський сільського поселення. Станом на 2007 рік постійного населення не має.
Розташоване в східній частині області за 19 км на схід від Вязьми, за 14 км на південь від автодороги  М1 «Білорусь» , на березі річки Жижала. За 6 км південніше села розташована залізнична станція Ісаково на лінії Вязьма — Калуга.

## Історія
У роки Німецько-радянської війни село було окуповане нацистами в жовтні 1941 року, звільнене в березні 1943 року.
 